# M25 (疏散星團)
M25，也稱為IC 4725，是一個由恆星組成，在南天人馬座的疏散星團。尚-菲利浦·德·歇索在1745年對這個星團進行了第一次有記錄的觀測，查爾斯·梅西耶1764年將它收錄進他的星雲天體清單。這個星團位於模糊的特徵附近，因此有一條暗帶通過中心附近。
M25距離地球大約2,000光年，年齡約為6,760萬歲。這個星團在空間的維度大約是13光年，估計質量是1,937 M☉，其中大約24%是星際物質。星團成員中的人馬座U是一顆分類為造父變星的變星，還有兩顆紅巨星，且其中一顆是聯星系統。

## 外部連結
- 维基共享资源上的相關多媒體資源：M25
- Messier 25 （页面存档备份，存于）, The Messier Catalog.  Students for the Exploration and Development of Space (SEDS)
- WikiSky上关于M25 (疏散星團)的内容：DSS2, SDSS, GALEX, IRAS, 氢α, X射线, 天文照片, 天图, 文章和图片
- Open Cluster M25 （页面存档备份，存于）. Astronomy Picture of the Day 2009 August 31